# Giacomo Bini

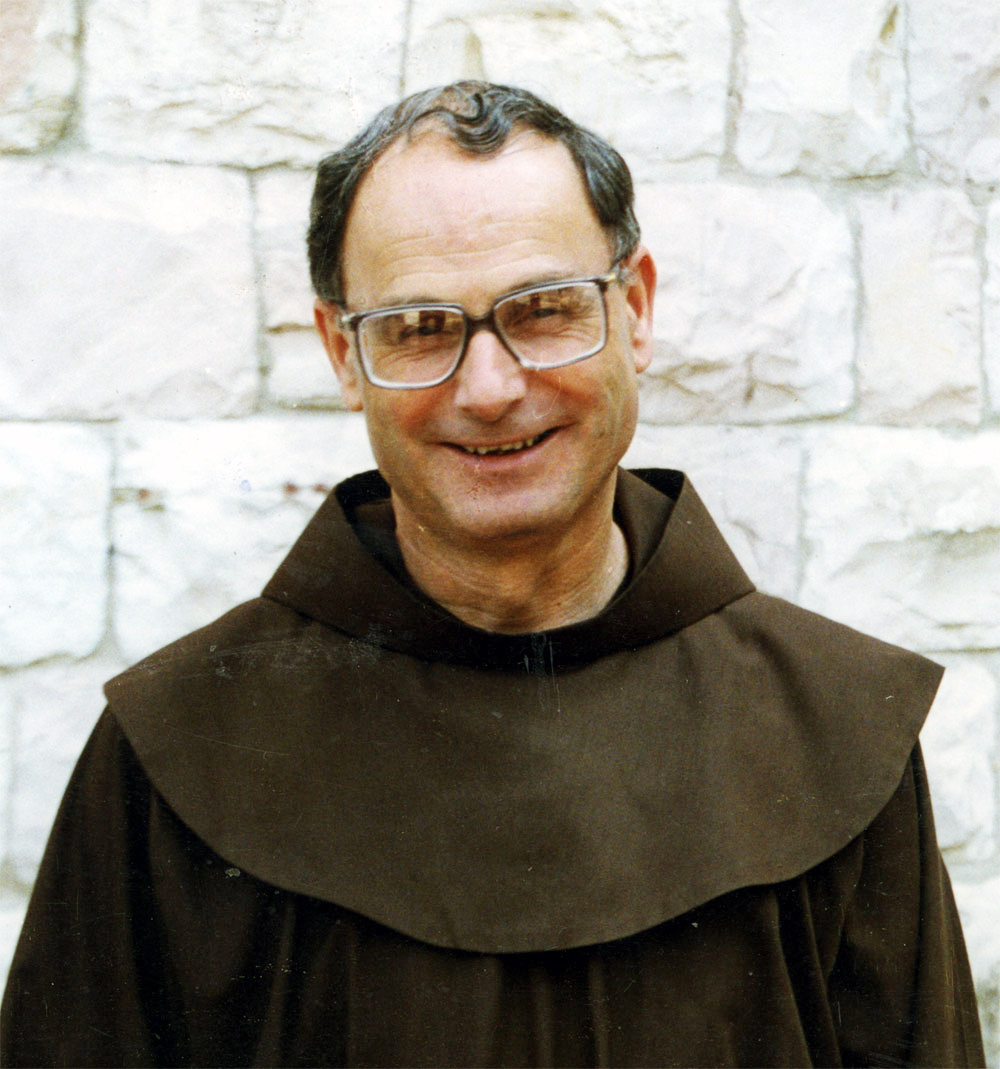
Giacomo Bini

Giacomo Bini OFM (* 23. August 1938 in Ostra Vetere; † 9. Mai 2014 in Rom) war ein italienischer Ordenspriester und von 1997 bis 2003 der 118. Generalminister des Franziskanerordens.

## Leben
Giacomo Bini trat am 18. September 1956 der Ordensgemeinschaft der Franziskaner bei. Die Ewige Profess legte er am 7. September 1963 ab und empfing am 14. März des folgenden Jahres das Sakrament der Priesterweihe. Er studierte zwei Jahre lang am Institut Catholique de Paris und wurde 1971 an der Universität Straßburg promoviert.
1983 gehörte er zu den ersten Mitarbeitern des Afrika-Projekts der Franziskaner und wirkte in Ruanda. Gleichzeitig war er als Definitor und Provinzvikar Mitglied der Provinzleitung des Ordens. Ab 1989 war er in Tansania als Verantwortlicher für die Ausbildung der Postulanten tätig. 1992 wurde er Provinzial der Ostafrikanischen Provinz der Franziskaner.
1997 wurde er auf dem Generalkapitel in Assisi zum 118. Generalminister des Franziskanerordens gewählt. Nach Ablauf seiner Amtszeit im Jahr 2003 wurde er mit der Gründung einer neuen missionarischen Fraternität in Palestrina beauftragt, wo er bis zu seinem Tod als Wanderprediger wirkte.